# Folorunsho Alakija
Pour les articles homonymes, voir Alakija.
Folorunsho Alakija, née le 15 juillet 1951 à Ikorodu dans l'État de Lagos au Nigeria, est une femme d'affaires nigériane. Ayant fait fortune dans le secteur du pétrole, son patrimoine est estimé à 1,6 milliard de dollars américain, selon le magazine Forbes.

## Biographie
Folorunsho Alakija grandit dans une famille nombreuse. Son père, polygame musulman, a 52 enfants avec 8 épouses. Sa mère est vendeuse de textiles. À 7 ans, elle est envoyée en pension dans le Pays de Galles où elle étudie pendant 4 ans,.
Folorunsho Alakija commence sa carrière au début des années 1970 en tant que secrétaire à la banque International Merchant Bank of Nigeria. À la suite de la faillite de cette dernière, elle part étudier la mode à l'American College de Londres et la Central School of Fashion. À son retour, elle lance la marque vestimentaire Supreme Stitches qui s'adresse à une clientèle privilégiée (dont l'épouse du président Ibrahim Babangida). En 1986, elle remporte le prix du meilleur designer/styliste au Nigeria,.
En 1991, elle lance une entreprise d'imprimerie, Digital Reality.
En mai 1993, elle acquiert une licence de prospection de pétrole, le bloc OPL 216, large de 250 000 hectares. À différence de la majorité des acquéreurs de ces blocs qui les revendent à des groupes étrangers, Folorunsho Alakija décide d'exploiter elle-même son bloc pétrolier, et s'associe en 1996 à Star Deep Water Petroleum Limited (filiale à 100 % de Texaco) qui prend alors 40 % de Famfa Oil, la société de Folorunsho Alakija qui gère ses avoirs pétroliers.
En 2000, Star Deep water Petroleum estime à 1 milliard de barils de pétrole les réserves du bloc 216. Le gouvernement nigérian prend alors possession de 40 %, sans débourser un centime (selon les lois en vigueur), de Famfa Oil. Malgré des démarches administratives, le gouvernement nigérian s'approprie 10 % additionnel de Famfa Oil, portant sa participation à 50 %. En mai 2012, une cour de justice déboute le gouvernement nigérian et ordonne la restitution des 50 % de Famfa Oil à Folorunsho Alakija dans le bloc devenu OML 127.

## Philanthropie
Le 23 mai 2008, Alakija a créé la Fondation Rose de Sharon, qui aide les veuves et les orphelins grâce à des bourses et des subventions aux entreprises.
Le 3 octobre 2018, elle a fait don d'un centre d'acquisition de compétences au Yaba College of Technology (YABATECH), un établissement d'enseignement supérieur situé à Lagos,.

## Autres fonctions
- Présidente de la Rose of Sharon Foundation (depuis 2003)[1]
- Présidente de l'association des fondateurs de mode au Nigéria[1]

## Ouvrages
- (en) Growing with the Hand That Gives the Rose: 1, Ancorapoint Nigeria, 2011, 311 p. (ISBN 978-9789155293)

## Fortune
Selon le magazine Forbes, elle est la femme la plus riche du Nigeria avec une fortune personnelle estimée par le magazine panafricain Ventures Africa à 3,2 milliards de dollars. La femme d'affaires détrône l'animatrice américaine Oprah Winfrey de son titre de femme noire la plus riche du monde.
En 2012, le bloc OML 127 produit 200 000 barils par jour. Les 60 % du bloc OML 127 que Folorunsho Alakija possède sont estimés entre $6,14 et $8,3 milliards. Elle est également propriétaire d'une demeure sur One Hyde Park à Londres estimée à $102 millions et d'un jet privé Bombardier Global Express 6000 d'une valeur de $46 millions.

## Vie privée
En novembre 1976, elle épouse l'avocat Modupe Alakija, avec qui elle a 4 enfants. Modupe Alakija est aujourd'hui le président de Famfa Oil et ses enfants travaillent également au sein de l'entreprise. À l'âge de 40 ans, elle se convertit au catholicisme.